# Інгер (Міннесота)
Інгер (англ. Inger) — переписна місцевість (CDP) в США, в окрузі Ітаска штату Міннесота. Населення — 200 осіб (2020).

## Географія
Інгер розташований за координатами 47°33′48″ пн. ш. 93°58′38″ зх. д. / 47.56333° пн. ш. 93.97722° зх. д. (47.563295, -93.977304).  За даними Бюро перепису населення США в 2010 році переписна місцевість мала площу 4,94 км², з яких 4,86 км² — суходіл та 0,08 км² — водойми.

## Демографія
Згідно з переписом 2010 року, у переписній місцевості мешкало 212 осіб у 58 домогосподарствах у складі 42 родин. Густота населення становила 43 особи/км².  Було 63 помешкання (13/км²).
Расовий склад населення:
| - 91,0 % — корінних американців - 8,0 % — білих |

До двох чи більше рас належало 0,9 %. Частка іспаномовних становила 0,0 % від усіх жителів.
За віковим діапазоном населення розподілялося таким чином: 36,3 % — особи молодші 18 років, 57,6 % — особи у віці 18—64 років, 6,1 % — особи у віці 65 років та старші. Медіана віку мешканця становила 26,7 року. На 100 осіб жіночої статі у переписній місцевості припадало 103,8 чоловіків;  на 100 жінок у віці від 18 років та старших — 95,7 чоловіків також старших 18 років.
Середній дохід на одне домашнє господарство  становив 45 203 долари США (медіана — 53 125), а середній дохід на одну сім'ю — 47 021 долар (медіана — 49 688). За межею бідності перебувало 27,2 % осіб, у тому числі 63,8 % дітей у віці до 18 років та 0,0 % осіб у віці 65 років та старших.
Цивільне працевлаштоване населення становило 121 осіб. Основні галузі зайнятості: освіта, охорона здоров'я та соціальна допомога — 32,2 %, мистецтво, розваги та відпочинок — 18,2 %, роздрібна торгівля — 13,2 %, фінанси, страхування та нерухомість — 11,6 %.